# Jhonny Ríos
Jhonny Alberto Ríos Torres (nacido el 14 de marzo de 1985) es un exfutbolista profesional colombiano que jugó como defensa central .

## Trayectoria
se formó en la Divisiones menores de América de Cali y formó parte del primer plantel en el 2005, en el 2006 fue anunciado como nuevo jugador del Unión Magdalena donde estuvo hasta el 2007, en el 2008 fue anunciado como nuevo jugador de los Patriotas FC, en el 2009 fue anunciado como nuevo jugador del Expreso Rojo, en el 2010 fue anunciado como nuevo jugador del Tauro FC, en el 2011 fue anunciado como nuevo jugador del Depor FC en donde jugó 15 partidos y anotó 3 goles, a mediado del 2011 fue anunciado como nuevo jugador de la La Equidad en donde jugó 3 partidos, En 2013, Ríos firmó con Dragón de El Salvador estuvo con el club hasta el 2015, a mediado del 2015 Ríos firmó con Águila . Una vez terminada la temporada, Ríos y el club no pudieron llegar a un acuerdo con la extensión del contrato y Ríos se fue jugó 20 partidos con el club, Ríos firmó con Juventud Independiente para el torneo Clausura 2016 en donde jugó 20 partidos y anotó 1 gol, Luis Ángel Firpo le compró la categoría a Juventud Independiente para jugar en Primera División . Una vez realizados los procesos administrativos, Ríos pasó a jugar con Luis Ángel Firpo estuvo con el club desde el 2016 hasta el 2018 en donde jugó 65 partidos y anotó 4 goles, Ríos firmó con Municipal Limeño para el torneo Apertura 2018 en donde jugó 42 partidos y anotó 2 goles estuvo con el club hasta el 2019.a mediado del 2019 fue anunciado como nuevo jugador del AD Isidro Metapán en donde jugó hasta el 2020.

## Clubes
| Club                      | País        | Año         |
| ------------------------- | ----------- | ----------- |
| America de Cali           | Colombia    | 2005        |
| Unión Magdalena           | Colombia    | 2006 - 2007 |
| Patriotas FC              | Colombia    | 2008        |
| Expreso Rojo              | Colombia    | 2009        |
| Tauro FC                  | Panamá      | 2010        |
| Depor FC                  | Colombia    | 2011        |
| CD La Equidad             | Colombia    | 2011        |
| CD Dragón                 | El Salvador | 2013 - 2015 |
| CD Águila                 | El Salvador | 2015        |
| CD Juventud Independiente | El Salvador | 2016        |
| CD Luis Ángel Firpo       | El Salvador | 2016 - 2018 |
| CD Municipal Limeño       | El Salvador | 2018 - 2019 |
| AD Isidro Metapán         | El Salvador | 2019        |